# Stazione di Ugovizza-Valbruna
Stazione di Ugovizza-Valbruna vasútállomás Olaszországban, Malborghetto-Valbruna településen.

## Vasútvonalak
Az állomást az alábbi vasútvonalak érintik:
- K.k. Staatsbahn Tarvis–Pontafel

## Kapcsolódó állomások
A vasútállomáshoz az alábbi állomások vannak a legközelebb:
- Stazione di Pontebba (2002. december 15. – )
- Stazione di Tarvisio Boscoverde (2000. december 6. – )
- Bagni Santa Caterina railway station (1999. december 12. – 2002. december 15.)
- Valbruna-Lussari railway station (1999. december 12. – 2000. december 6.)